# Моктоби
Моктоби (на английски: Moctobi) е малко северноамериканско индианско племе, което в края на 17 век живее на река Паскагула в южно Мисисипи. На французите са известни също и като капинан. Тясно свързани с паскагула и билокси, историята на моктобите се свързва с историята на тези две племена. Не е известно нищо за езика им, но се предполага че е сиукски. За първи път се споменават от Пиер Ле Мойн д’Ибервил през 1699 г. Тогава моктобите, паскагула и билокси живеят близо едно до друго в отделни села на река Паскагула недалеч от Мексиканския залив. Към 1725 г. моктобите се присъединяват към паскагула и заедно като едно племе се местят на Диип Айлънд. От този момент името им не се споменава повече. Оттук през 1763 г. паскагула се изместват на запад и от 1772 г. се установяват на Ред Ривър. Малко след това се смесват с билокси и с чокто.